# Paratonkinacris
Paratonkinacris is een geslacht van rechtvleugeligen uit de familie veldsprinkhanen (Acrididae). De wetenschappelijke naam van dit geslacht is voor het eerst geldig gepubliceerd in 1983 door You & Li.

## Soorten
Het geslacht Paratonkinacris omvat de volgende soorten:
- Paratonkinacris jinggangshanensis Wang & Xiangyu, 1995
- Paratonkinacris lushanensis Zheng & Yang, 1988
- Paratonkinacris nigritibia Zheng & Fu, 2000
- Paratonkinacris vittifemoralis You & Li, 1983
- Paratonkinacris youi Li, Lu & Jiang, 1995